# 809 Лундія
809 Лундія (809 Lundia) — астероїд головного поясу, відкритий 11 серпня 1915 року.
Тіссеранів параметр щодо Юпітера — 3,569.
Названий на честь Лундської обсерваторії в Швеції.